# ジョゼ・ジュリオ・デ・ソウザ・ピント
ジョゼ・ジュリオ・デ・ソウザ・ピント（José Júlio de Souza Pinto、1856年9月15日 - 1939年4月14日）はポルトガルの「写実主義」の画家である。パリで活動し、高く評価された。

## 略歴
アゾレス諸島のテルセイラ島のアングラ・ド・エロイズモに医師の息子に生まれた。14歳までテルセイラ島やサンタマリア島、サンミゲル島で育った後、ポルトガル本土のポルトに移った。1870年から1878年までポルトの美術学校(Academia Portuense de Belas Artes)で、画家のジョアン・アントニオ・コレイラや　タデウ・デ・アルメイダ・フルタード、彫刻家のアントニオ・スワレス・ドス・レイスに学んだ。1880年に留学奨学金を得て、同僚のエンリケ・ポウザン(Henrique Pousão:1859-1884)とともにパリに移った。
パリではアレクサンドル・カバネルの工房で学び、パリ国立高等美術学校でウィリアム・アドルフ・ブグローやアドルフ・イヴォンに学んだ。バロック期の画家、ジョヴァンニ・バッティスタ・ティエポロや同時代の画家、ジャン＝ジャック・エンネルの作品を模写して修行した。
サロン・ド・パリに毎回出展し、何度か賞を受賞した。作品をフランス政府に買い上げられリュクサンブール美術館に収蔵された最初のポルトガル人画家となった。その作品『ジャガイモの収穫』は現在はオルセー美術館に移された.。母国のポルトガルにもしばしば帰国し、リスボンやポルトで展覧会を開いた。ブルターニュの風景や人々を描き。ブルターニュのポン＝スコルフで死去した。
1920年にポルトガル政府からサンティアゴ・ダ・エスパーダ騎士団勲章(Ordem Militar de Sant'Iago da Espada) を受勲し、1932年にキリスト騎士団勲章(Comendador)を受勲した

## 作品

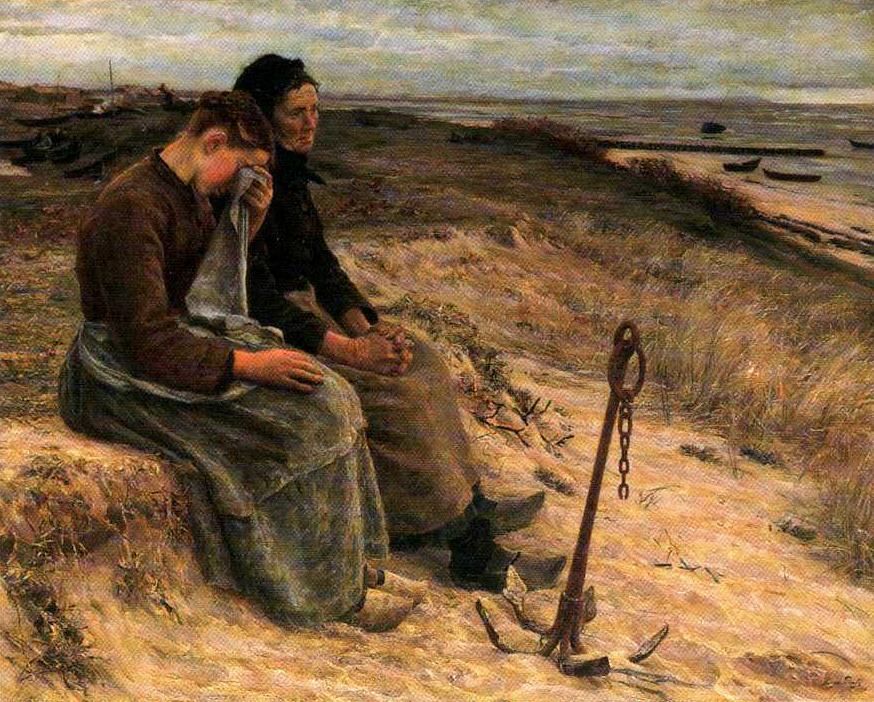
行方不明のボート (c.1890)
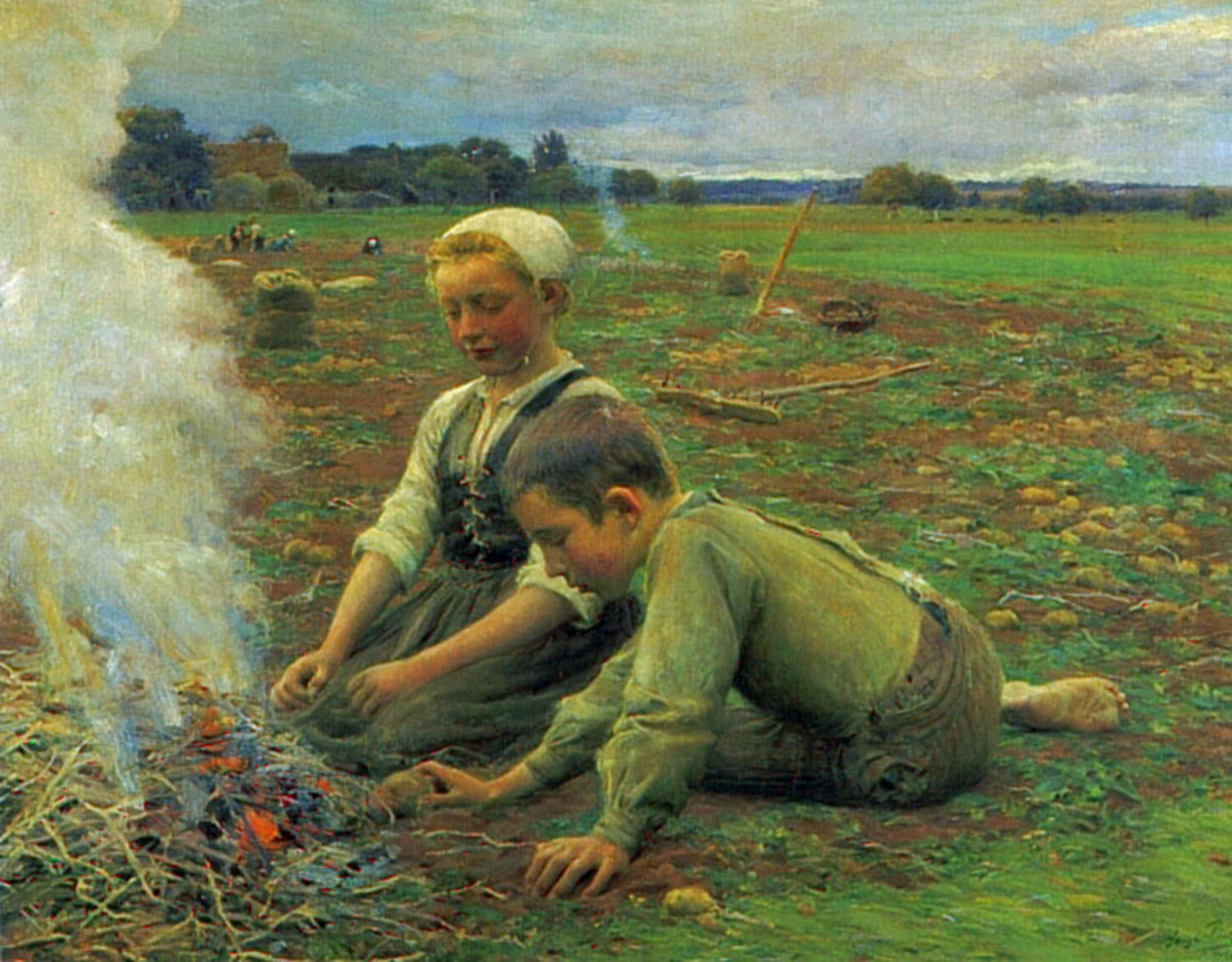
ジャガイモの収穫　(1898)
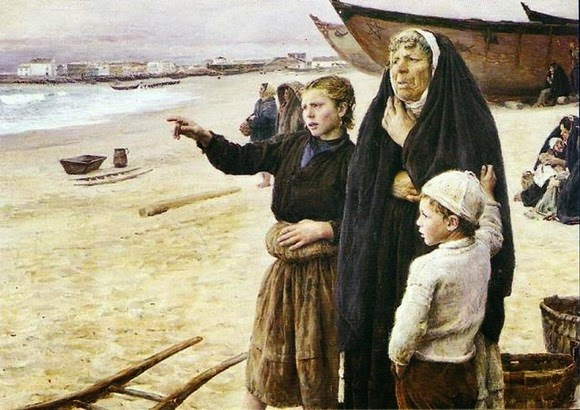
ボートの帰還

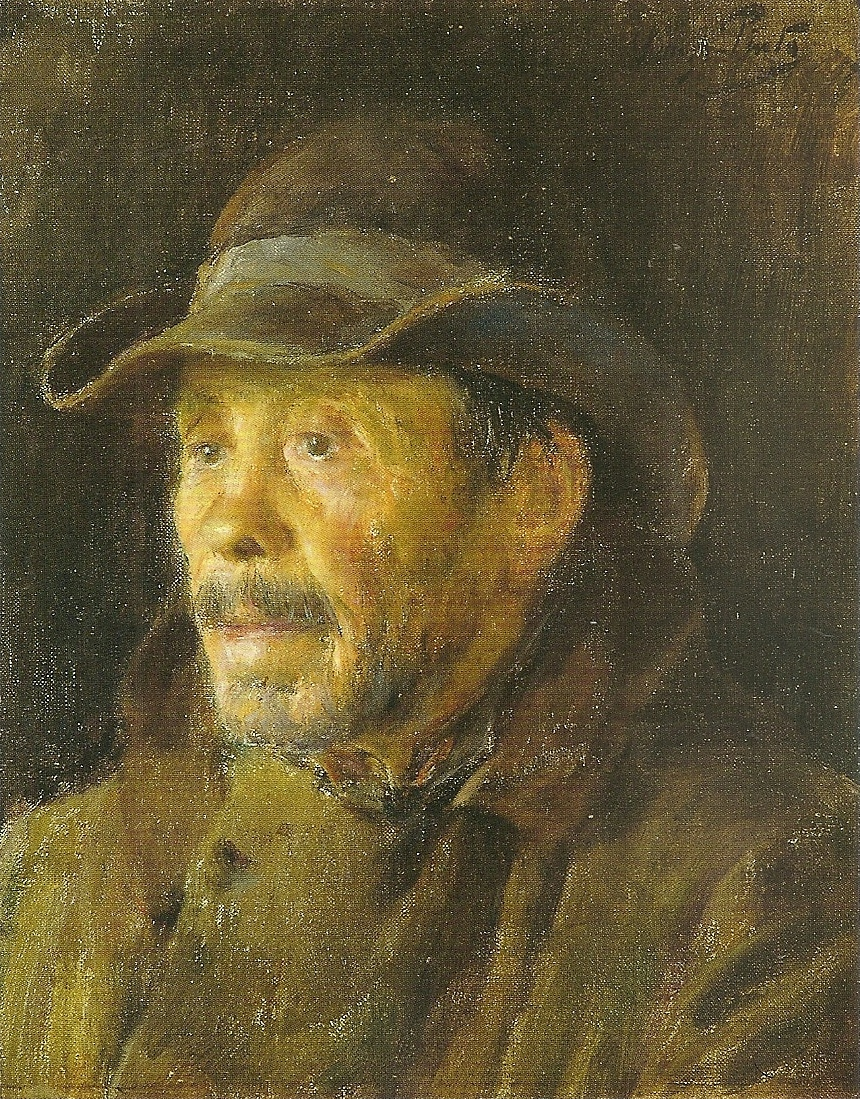
密猟者 (1895)
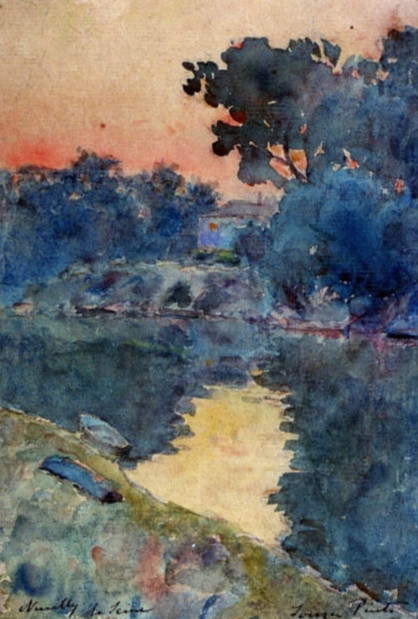
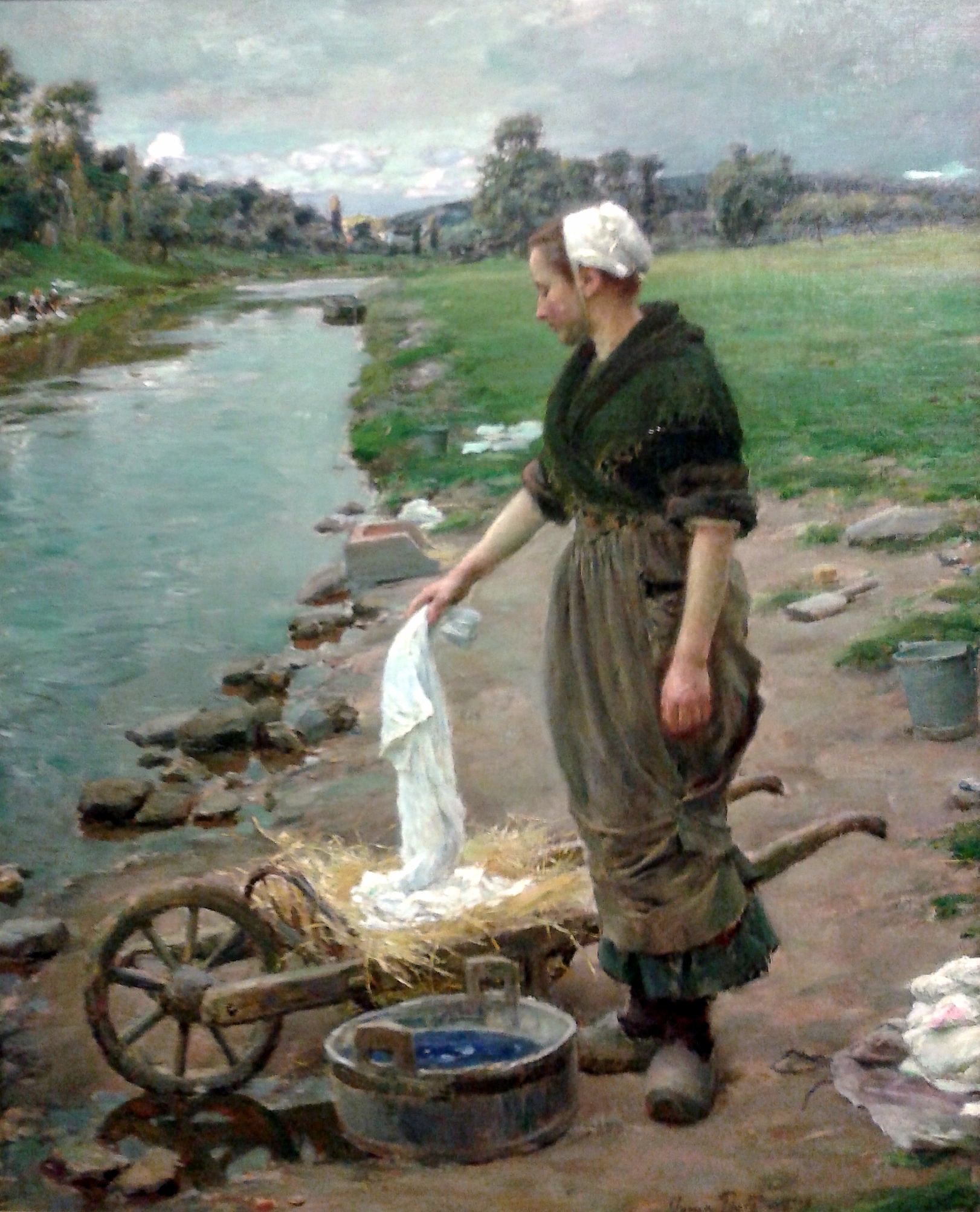
青いバケツ (1907)
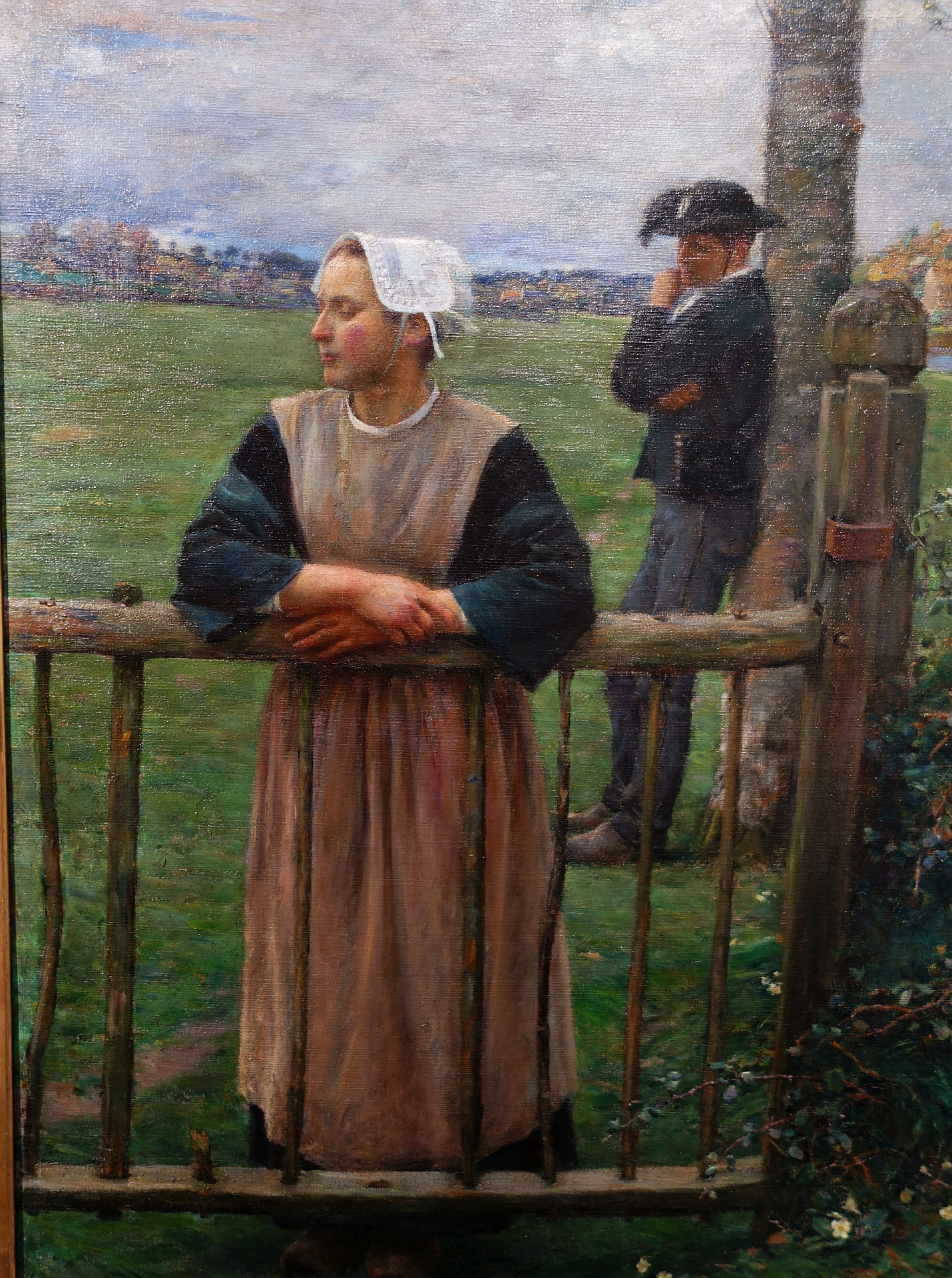
拗ねている少女(1906)